# Championnat du monde de roller in line hockey FIRS 1995
L'édition 1995 du championnat du monde de roller in line hockey fut la 1re édition organisée par la Fédération internationale de roller-skating, et s'est déroulé à Chicago aux États-Unis, au Odeum Arena.

## Équipes engagées
| - Afrique du Sud - Argentine - Australie | - Autriche - Brésil - Canada | - États-Unis - Finlande - Royaume-Uni | - Italie - Mexique - République tchèque |

## Bilan
| 1  | États-Unis         | Médaille d'or Championnat du monde      |
| 2  | Canada             | Médaille d'argent Championnat du monde  |
| 3  | Finlande           | Médaille de bronze Championnat du monde |
| 4  | Autriche           |                                         |
| 5  | République tchèque |                                         |
| 6  | Italie             |                                         |
| 7  | Australie          |                                         |
| 8  | Argentine          |                                         |
| 9  | Brésil             |                                         |
| 10 | Royaume-Uni        |                                         |
| 11 | Afrique du Sud     |                                         |
| 12 | Mexique            |                                         |